# Kisbabot
Kisbabot is een plaats (község) en gemeente in het Hongaarse comitaat Győr-Moson-Sopron. Kisbabot telt 243 inwoners (2001).